# Javier Ortega Smith-Molina
Francisco Javier Ortega Smith-Molina (Madrid, 28 d'agost de 1968) és un advocat i polític hispanoargentí d'ideologia nacionalista espanyola. Ha sigut secretari general de l'organització d'extrema dreta Vox entre 2014 i 2022.

## Biografia
Fill d'un espanyol i una ciutadana argentina, va néixer el 28 d'agost de 1968 a Madrid. Va cursar estudis bàsics en el col·legi San Agustín del carrer de Padre Damián. Posteriorment va estudiar la carrera de dret en un centre de la Universitat Complutense de Madrid a Toledo i en la Universitat d'Alcalá, on es va llicenciar.
Va complir els 9 mesos de servei militar obligatori com a voluntari dels Grups d'Operacions Especials, unitats d'elit de l'Exèrcit espanyol, concretament a la COE 13 (GOE 1) a Colmenar Viejo.
Va treballar com a responsable de l'apartat jurídic i com a portaveu de la Fundació DENAES (per a la Defensa de la Nació Espanyola).
Membre de Vox, va ser inclòs com a vicepresident provisional en l'expedient de la formació en el registre de partits per a la seva legalització el 2013. Va encapçalar la candidatura de Vox per a les eleccions municipals de maig de 2015 a Madrid.
El juny de 2016 va participar en el desplegament per part de militants de Vox d'una bandera espanyola en territori gibraltareny, fugint posteriorment nedant del penyal. Secretari general del Comitè Executiu Nacional de Vox, i encarregat de l'estratègia jurídica de la formació, ha format part de l'acusació particular exercida per Vox en el procediment judicial en el Tribunal Superior de Justícia de Catalunya, l'Audiència Nacional i el Tribunal Suprem relatiu al procés independentista català.
En l'assemblea de 2016 que reelegí Santiago Abascal com a president del partit, Ortega Smith fou nomenat secretari general rellevant Iván Espinosa.
Convidat a la manifestació de l'associació Jusapol a Barcelona el 29 de setembre de 2018, va dedicar-hi bona part del seu al·legat a una diatriba antieuropea.
L'octubre de 2022 Santiago Abascal el va rellevar com a número dos de l'organització, nomenant Ignacio Garriga com a nou secretari general, per intentar tancar la crisi generada per la marxa de Macarena Olona. Es preveu que Ortega-Smith sigui el candidat de Vox a l'alcaldia de Madrid a les eleccions municipals espanyoles de 2023.

## Genealogia
Ancestres de Francisco Javier Ortega Smith-Molina:
|  |                                         |  |  |  |  |  |  |  |  |  |  |  |  |  |  |  |
|  | 8. Juan Ortega Rubio (es)               |  |  |  |  |  |  |  |  |  |  |  |  |  |  |  |
|  |                                         |  |  |  |  |  |  |  |  |  |  |  |  |  |  |  |
|  |                                         |  |  |  |  |  |  |  |  |  |  |  |  |  |  |  |
|  | 4. Víctor Manuel Ortega Pérez           |  |  |  |  |  |  |  |  |  |  |  |  |  |  |  |
|  |                                         |  |  |  |  |  |  |  |  |  |  |  |  |  |  |  |
|  |                                         |  |  |  |  |  |  |  |  |  |  |  |  |  |  |  |
|  | 2. Víctor Manuel Ortega Fernández-Arias |  |  |  |  |  |  |  |  |  |  |  |  |  |  |  |
|  |                                         |  |  |  |  |  |  |  |  |  |  |  |  |  |  |  |
|  |                                         |  |  |  |  |  |  |  |  |  |  |  |  |  |  |  |
|  | 5. Sara Fernández-Arias García-Bustelo  |  |  |  |  |  |  |  |  |  |  |  |  |  |  |  |
|  |                                         |  |  |  |  |  |  |  |  |  |  |  |  |  |  |  |
|  |                                         |  |  |  |  |  |  |  |  |  |  |  |  |  |  |  |
|  | 1. Francisco Javier Ortega Smith-Molina |  |  |  |  |  |  |  |  |  |  |  |  |  |  |  |
|  |                                         |  |  |  |  |  |  |  |  |  |  |  |  |  |  |  |
|  |                                         |  |  |  |  |  |  |  |  |  |  |  |  |  |  |  |
|  | 3. Ana María Smith-Molina Robbiati      |  |  |  |  |  |  |  |  |  |  |  |  |  |  |  |
|  |                                         |  |  |  |  |  |  |  |  |  |  |  |  |  |  |  |
|  |                                         |  |  |  |  |  |  |  |  |  |  |  |  |  |  |  |